# 王选
王选（1937年2月5日—2006年2月13日），上海人，籍贯江苏无锡，中华人民共和国计算机科学家、企业家与政治人物。王选曾担任北京大学教授，九三学社中央副主席、全国政协副主席等职，为副国级领导人。
王选是汉字激光照排系统的创始人和技术负责人，其于1987年同另外6人共同获得了首届毕昇印刷技术奖。此外，凭借照排技术，王选创立了方正集团。

## 生平

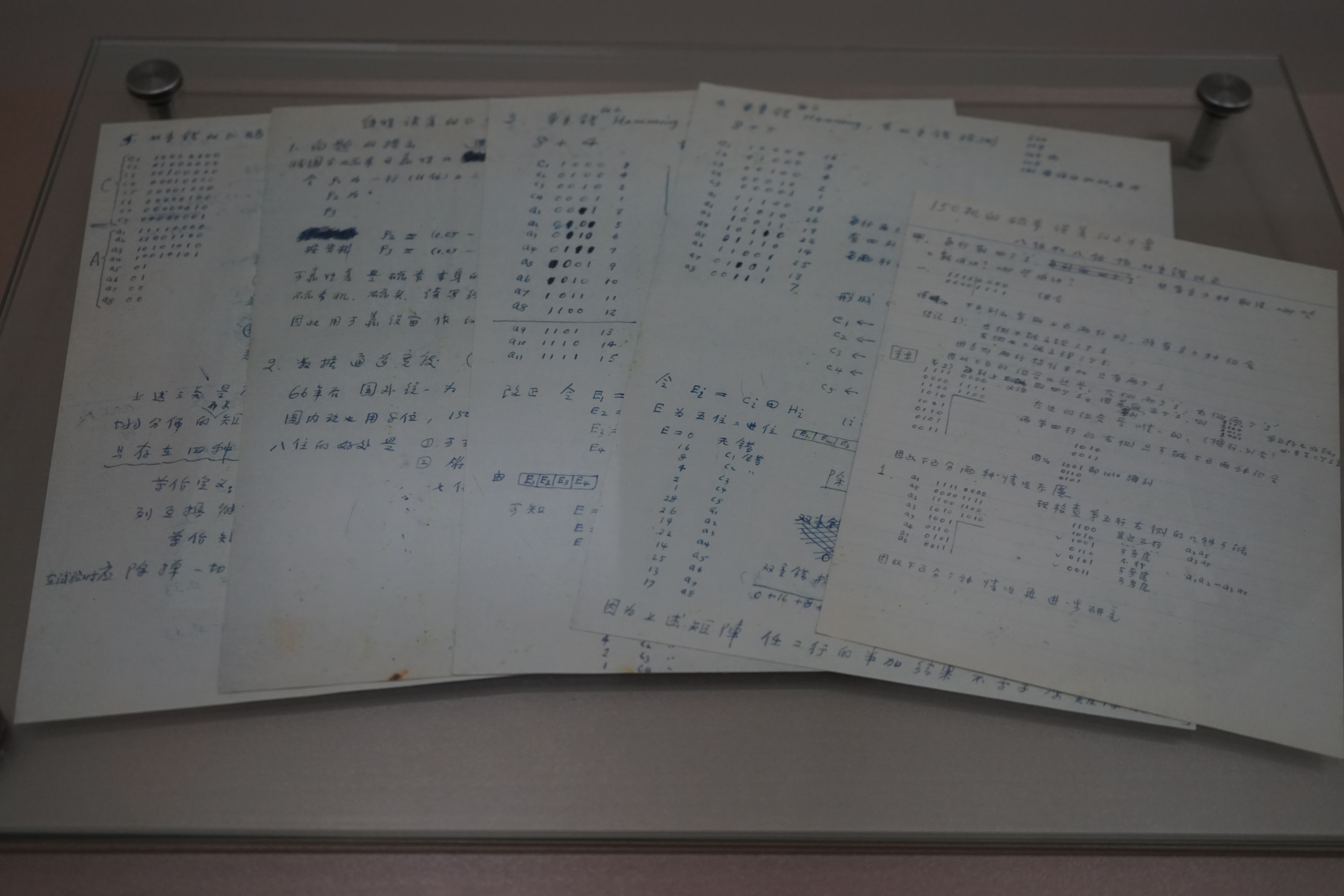
王选的汉字纠错机制手稿

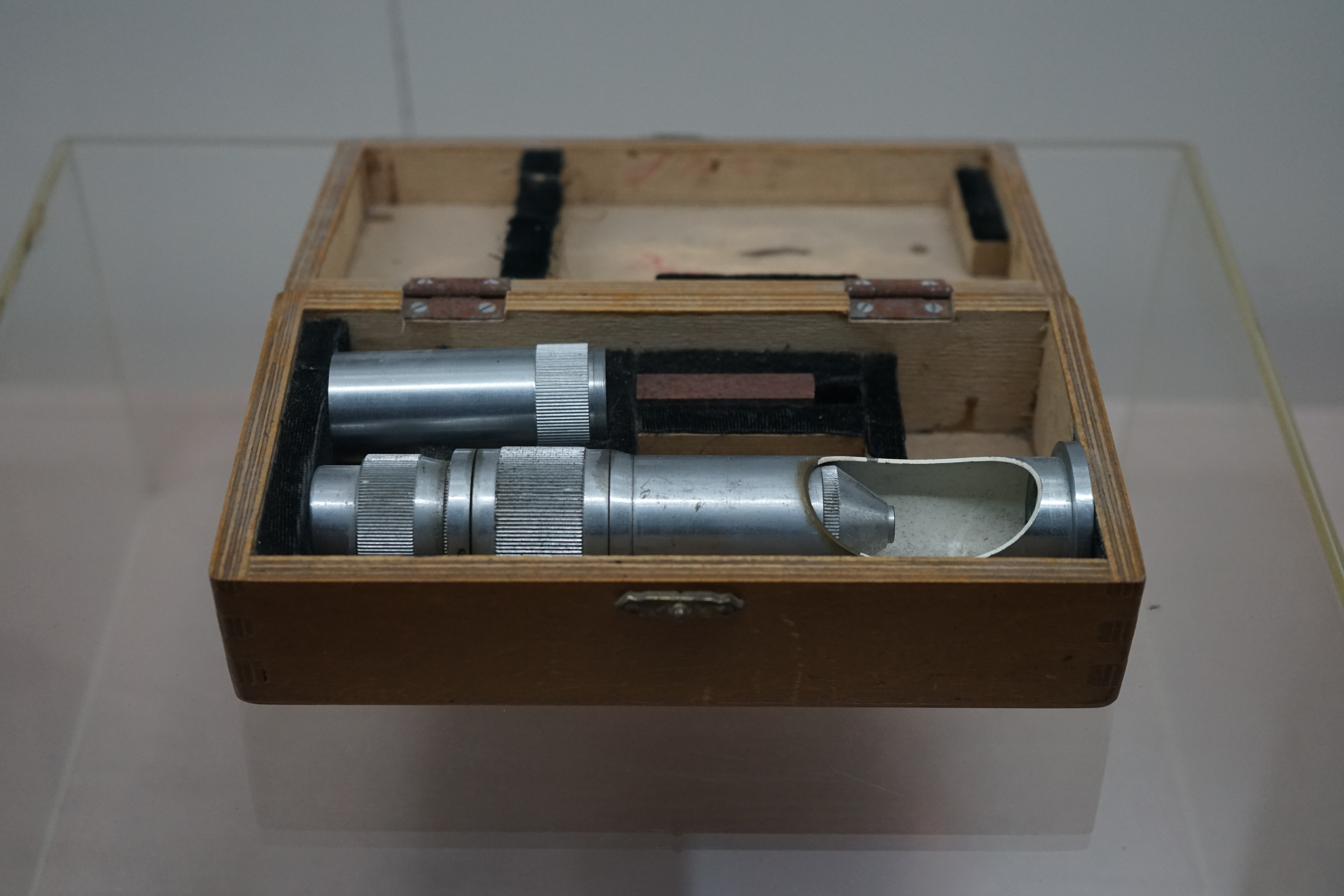
王选用于检查字体的放大镜

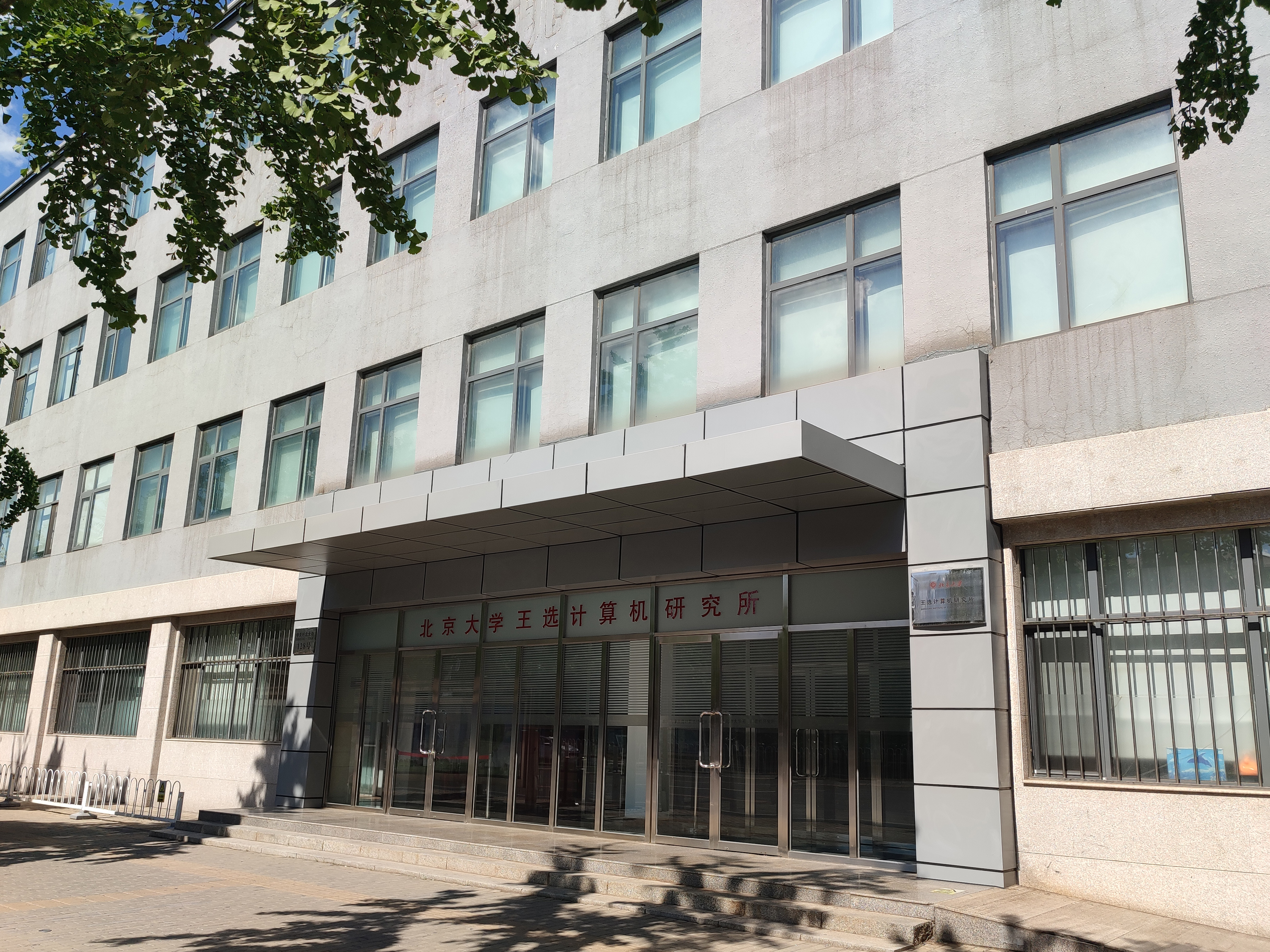
位于中关村北大街的北京大学王选计算机研究所

1941年至1954年间曾就读于上海市私立南洋模范中小学（小学部为今上海市天平路第一小学；初中部今上海市七宝中学；高中部为今上海市南洋模范中学）长达13年，1958年毕业于北京大学数学力学系。後來留校任教，不過文革期間一度病休10多年，74年始出任北大无线电系助教。1975年开始主持中国计算机汉字激光照排系统与电子出版系统并取得成功。1992年研制成功世界首套中文彩色照排系统。他所领导的科研集体研制出的汉字激光照排系统为新闻、出版全过程的计算机化奠定了基础，被誉为“汉字印刷术的第二次发明”。
1998年3月，第九届全国人大第一次会议上，他当选全国人民代表大会常务委员会委员。2001年江泽民总书记向他颁发国家最高科学技术奖，他是第三个获得此奖的科学家。2001年6月，中国科学技术协会第六次全国代表大会召开，并选举其出任第六届全国委员会副主席。2003年當選為中國人民政治協商會議第十屆全國委員會副主席。2006年2月13日11时03分因病在北京去世。为表示纪念，小行星4913号被命名为“王选星”。2019年10月，北京大学宣布将北京大学信息科学技术学院下属的北京大学计算机科学技术研究所更名为“北京大学王选计算机研究所”，以示纪念。

## 家庭
王选出生于无锡望族，曾祖父王縡为清同治年间进士。父亲王守其毕业于南洋公学(现上海交通大学)，是一名会计师。母亲周邈清也来自书香门第，她的父亲周道章是中国近代将数学算式从竖排改为横排的第一人。王选有兄弟姊妹五人，其中二哥王迅为复旦大学物理系教授，亦为中国科学院院士。
王选与妻子陈堃銶在北京大学读书时相识，并于1967年结婚。不过他们夫妇二人并没留下子女。

## 外部連結
- 悼念王选:伟大发明家和失意企业家间的孤独者